# Спільне благо
Спільне благо (також загальне благо, спільне добро, загальне добро) (лат. bonum commune, англ. common good, common wealth, нім. Gemeinwohl) — термін політології та один із принципів суспільного вчення Католицької церкви.

## Уполітології
Існує декілька визначень спільного блага. Його розглядають як:
1. Добро, що є спільним для певної кількості людей (тобто всі вони поділяють його)[1];
2. Добро, яке належить певній спільноті і яке не можна поділити[1].

## У релігії

### Католицька церква
У вченні Католицької церкви С.б. — основоположний принцип поряд з принципами субсидіарності та солідарності.
Показово, що поняття спільного блага і в соціальному вченні церкви, і в сучасних суспільних науках мають фактично однакове визначення — як сукупність суспільних умов, які дозволяють найповніше і найшвидше досягти реалізації можливостей як окремої людини, так і суспільства; будь-яке благо, що його, коли постачають кому-небудь, неодмінно постачають усім і споживання якого кимось не призводить до зменшення споживання кимось іншим.

### УГКЦ
УГКЦ, як Східна католицька церква, також розвиває поняття спільного блага.
Поряд із наведеним визначенням С.б., УГКЦ подає ще одне його тлумачення як «суми всіх соціальних умов, які забезпечують пошану до гідності всіх людей, задовольняючи їхні головні потреби та надаючи свободу брати відповідальність за власне життя».. У даному випадку богослов'я УГКЦ чітко заперечує тезу, що спільне благо — найбільша користь для найбільшої кількості людей.